# Rambures
Rambures est une commune française située dans le département de la Somme, en région Hauts-de-France.

## Géographie

### Localisation
Rambures est un village picard du Vimeu.
À vol d'oiseau, la localité est située à 5 km au sud-ouest de Oisemont, 5 km au nord-est de Blangy-sur-Bresle, 21 km au sud-ouest d'Abbeville et à 43 km à l'ouest d'Amiens.
Le territoire de la commune est limitrophe de ceux de sept communes.
Les communes limitrophes sont Bouillancourt-en-Séry, Foucaucourt-Hors-Nesle, Framicourt, Nesle-l'Hôpital, Neslette, Ramburelles et Villeroy.

### Hydrographie
La commune est située dans le bassin Seine-Normandie. Elle n'est drainée par aucun cours d'eau,.

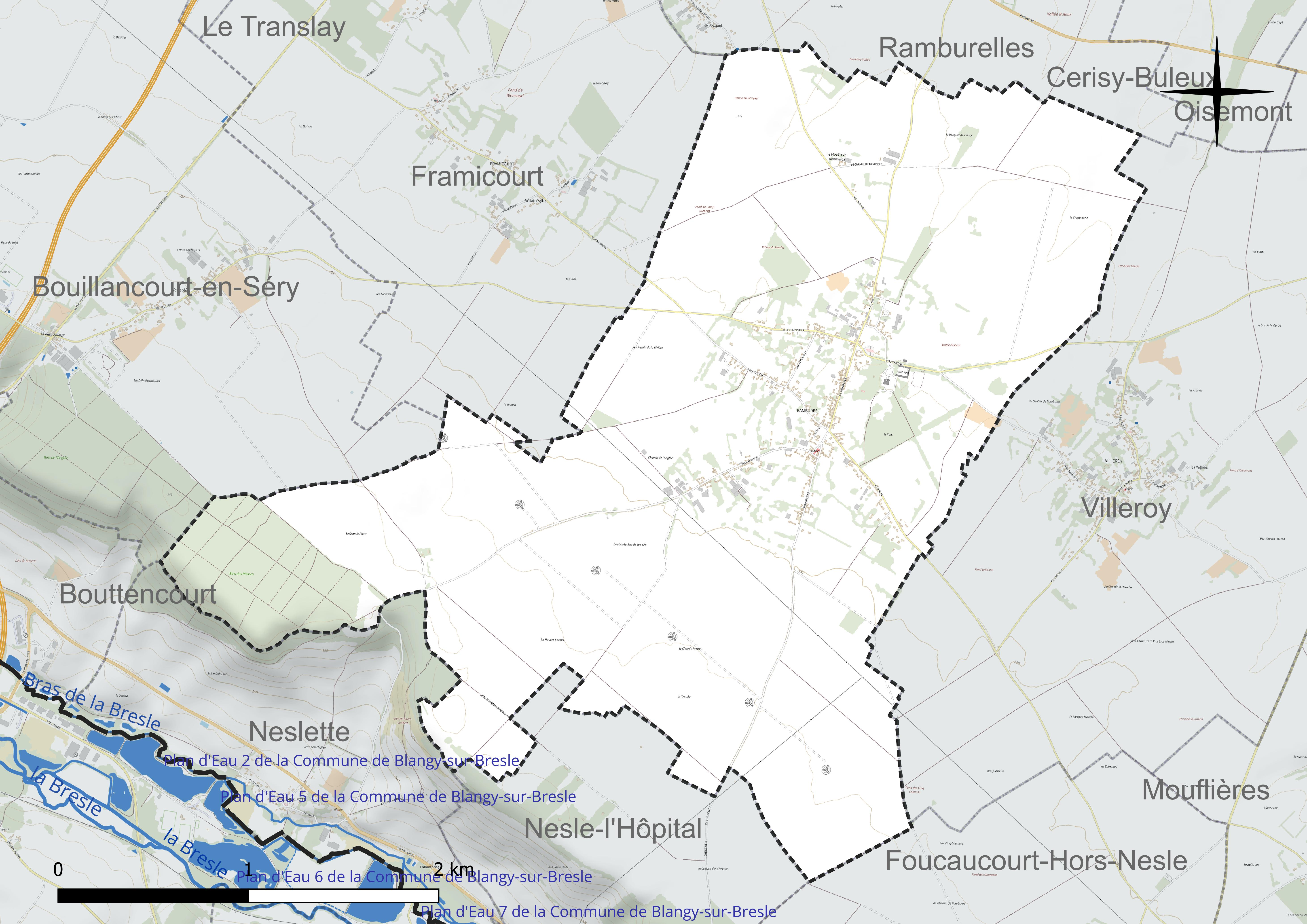
Réseau hydrographique de Rambures.

### Climat
Pour des articles plus généraux, voir Climat des Hauts-de-France et Climat de la Somme.
En 2010, le climat de la commune est de type climat océanique altéré, selon une étude du CNRS s'appuyant sur une série de données couvrant la période 1971-2000. En 2020, Météo-France publie une typologie des climats de la France métropolitaine dans laquelle la commune est exposée à un climat océanique et est dans la région climatique Côtes de la Manche orientale, caractérisée par un faible ensoleillement (1 550 h/an) ; forte humidité de l'air (plus de 20 h/jour avec humidité relative > 80 % en hiver), vents forts fréquents.
Pour la période 1971-2000, la température annuelle moyenne est de 10,1 °C, avec une amplitude thermique annuelle de 13,7 °C. Le cumul annuel moyen de précipitations est de 868 mm, avec 13 jours de précipitations en janvier et 9 jours en juillet. Pour la période 1991-2020, la température moyenne annuelle observée sur la station météorologique la plus proche, située sur la commune d'Oisemont à 5 km à vol d'oiseau, est de 11,1 °C et le cumul annuel moyen de précipitations est de 801,4 mm,. Pour l'avenir, les paramètres climatiques de la commune estimés pour 2050 selon différents scénarios d'émission de gaz à effet de serre sont consultables sur un site dédié publié par Météo-France en novembre 2022.
| Mois                                  | jan.             | fév.            | mars          | avril         | mai             | juin           | jui.          | août           | sep.          | oct.            | nov.            | déc.             | année      |
| ------------------------------------- | ---------------- | --------------- | ------------- | ------------- | --------------- | -------------- | ------------- | -------------- | ------------- | --------------- | --------------- | ---------------- | ---------- |
| Température minimale moyenne (°C)     | 1,9              | 1,9             | 3,7           | 5,2           | 8,3             | 11,3           | 13,4          | 13,5           | 11            | 8,4             | 5,1             | 2,6              | 7,2        |
| Température moyenne (°C)              | 4,4              | 4,8             | 7,4           | 10            | 13,2            | 16,1           | 18,3          | 18,4           | 15,5          | 12              | 7,8             | 5                | 11,1       |
| Température maximale moyenne (°C)     | 6,9              | 7,7             | 11,2          | 14,8          | 18              | 21             | 23,2          | 23,3           | 20,1          | 15,5            | 10,5            | 7,3              | 15         |
| Record de froid (°C) date du record   | −12,7 01.01.1997 | −13 07.02.1991  | −8,8 04.03.05 | −4 08.04.03   | −0,9 05.05.1996 | 2,2 02.06.1991 | 6 07.07.1996  | 5,9 25.08.1993 | 2,6 30.09.18  | −4,9 29.10.1997 | −8,4 30.11.1989 | −13,2 29.12.1996 | −13,2 1996 |
| Record de chaleur (°C) date du record | 15,6 01.01.22    | 18,7 15.02.1998 | 24,8 31.03.21 | 27,6 19.04.18 | 31,7 27.05.05   | 36,4 18.06.22  | 41,4 25.07.19 | 38 10.08.03    | 34,2 10.09.23 | 29,1 01.10.11   | 20,9 07.11.15   | 16,1 31.12.22    | 41,4 2019  |
| Précipitations (mm)                   | 67,8             | 59,4            | 58,2          | 49,3          | 63,4            | 57,5           | 60            | 72             | 63,6          | 72,7            | 80,9            | 96,6             | 801,4      |

## Urbanisme

### Typologie
Au 1er janvier 2024, Rambures est catégorisée commune rurale à habitat dispersé, selon la nouvelle grille communale de densité à sept niveaux définie par l'Insee en 2022.
Elle est située hors unité urbaine et hors attraction des villes,.

### Occupation des sols
L'occupation des sols de la commune, telle qu'elle ressort de la base de données européenne d'occupation biophysique des sols Corine Land Cover (CLC), est marquée par l'importance des territoires agricoles (87,1 % en 2018), une proportion identique à celle de 1990 (87,1 %). La répartition détaillée en 2018 est la suivante : 
terres arables (68 %), prairies (19,1 %), zones urbanisées (7,4 %), forêts (5,5 %). L'évolution de l'occupation des sols de la commune et de ses infrastructures peut être observée sur les différentes représentations cartographiques du territoire : la carte de Cassini (XVIIIe siècle), la carte d'état-major (1820-1866) et les cartes ou photos aériennes de l'IGN pour la période actuelle (1950 à aujourd'hui).

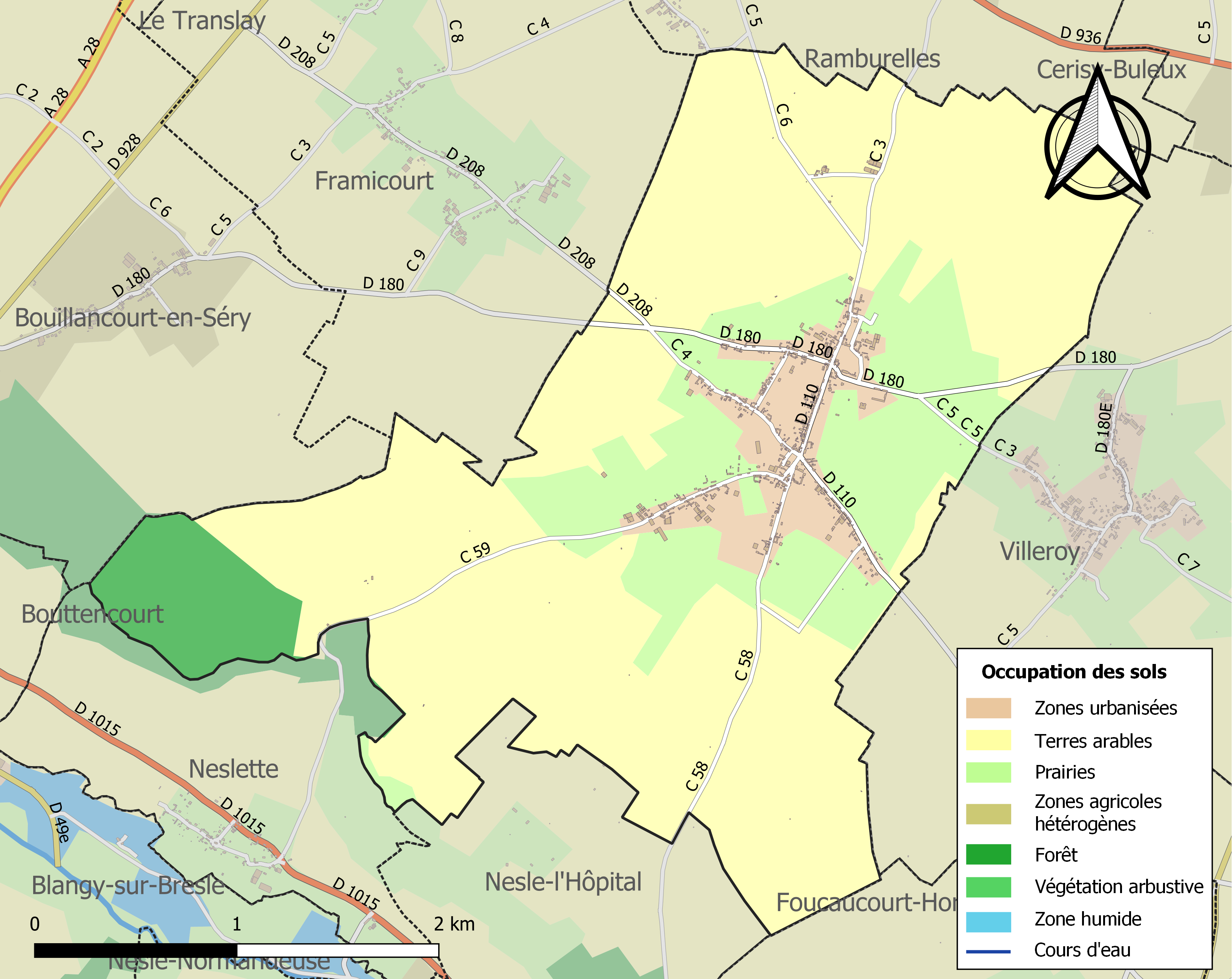
Carte des infrastructures et de l'occupation des sols de la commune en 2018 (CLC).

### Voies de communication et transports
En 2019, la localité est desservie par la ligne d'autocars no 1 (Mers-lès-Bains - Oisemont - Amiens) du réseau Trans'80, Hauts-de-France, chaque jour de la semaine sauf le dimanche et les jours fériés.

## Toponymie
Le nom de la localité est attesté sous les formes Rambores (1058) ; Raimburiæ… ; Ramburi (1151) ; Rambures (1160) ; Rambules (13..) ; Rombures (1423) ; Rambure (1648) ; Rembure (1698) ; Rembures (1698).
Rambures et son diminutif Ramburelles, toutes deux dans la Somme.

## Histoire
Dès 1058, la Maison de Rambures tient une place de premier plan dans le royaume de France. Ses membres se consacrent de père en fils à la carrière des armes. Le plus illustre est Charles de Rambures dit « le brave Rambures », compagnon d'Henri IV.
Enluminé et élaboré au milieu du XVe siècle pour Jacques de Rambures et son épouse, Marie Antoinette de Berghes St-Winoch, le livre d'heures des Rambures est conservé à la bibliothèque municipale d'Amiens.

## Politique et administration

### Rattachements administratifs et électoraux
La commune se trouvait jusqu'en 2016 dans l'arrondissement d'Abbeville du département de la Somme, avant d'intégrer le 1er janvier 2017 l'arrondissement d'Amiens. Pour l'élection des députés, elle fait partie depuis 1988 de la troisième circonscription de la Somme.
Elle faisait partie depuis 1801 du canton de Gamaches. Dans le cadre du redécoupage cantonal de 2014 en France, la commune est intégrée au canton de Poix-de-Picardie.

### Intercommunalité
La commune était membre de la petite communauté de communes de la Région d'Oisemont (CCRO), créée au 1er janvier 1995.
Dans le cadre des dispositions de la loi portant nouvelle organisation territoriale de la République du 7 août 2015, qui prévoit que les établissements publics de coopération intercommunale (EPCI) à fiscalité propre doivent avoir un minimum de 15 000 habitants, la préfète de la Somme propose en octobre 2015 un projet de nouveau schéma départemental de coopération intercommunale (SDCI) qui prévoit la réduction de 28 à 16 du nombre des intercommunalités à fiscalité propre du département.
Ce projet prévoit la « fusion des communautés de communes du Sud-Ouest Amiénois, du Contynois et de la région d'Oisemont », le nouvel ensemble de 37 412 habitants regroupant 120 communes,. À la suite de l'avis favorable de la commission départementale de coopération intercommunale en janvier 2016, la préfecture sollicite l'avis formel des conseils municipaux et communautaires concernés en vue de la mise en œuvre de la fusion.
La communauté de communes Somme Sud-Ouest (CC2SO), dont est désormais membre la commune, est ainsi créée au 1er janvier 2017.

### Liste des maires
| Période                                  | Période                   | Identité           | Étiquette | Qualité                                                                   |
| ---------------------------------------- | ------------------------- | ------------------ | --------- | ------------------------------------------------------------------------- |
| Les données manquantes sont à compléter. |                           |                    |           |                                                                           |
| avant 1981                               | ?                         | Marcel Gandon      |           |                                                                           |
| mars 2001                                | mai 2020                  | Jean-Claude Gandon | DVD       | Retraité agricole Vice président de la CC Région d'Oisemont (2008 → 2016) |
| mai 2020                                 | En cours (au 6 juin 2020) | Fabrice Vue        |           |                                                                           |

### Budget et fiscalité 2020
En 2020, le budget de la commune était constitué ainsi :
- total des produits de fonctionnement : 161 000 €, soit 459 € par habitant ;
- total des charges de fonctionnement : 115 000 €, soit 329 € par habitant ;
- total des ressources d'investissement : 78 000 €, soit 224 € par habitant ;
- total des emplois d'investissement : 177 000 €, soit 506 € par habitant ;
- endettement : 77 000 €, soit 219 € par habitant.

Avec les taux de fiscalité suivants :
- taxe d'habitation : 5,96 % ;
- taxe foncière sur les propriétés bâties : 5,04 % ;
- taxe foncière sur les propriétés non bâties : 8,12 % ;
- taxe additionnelle à la taxe foncière sur les propriétés non bâties : 43,74 % ;
- cotisation foncière des entreprises : 6,26 %.

Chiffres clés Revenus et pauvreté des ménages en 2019 : médiane en 2019 du revenu disponible, par unité de consommation : 18 450 €.

## Population et société

### Démographie
L'évolution du nombre d'habitants est connue à travers les recensements de la population effectués dans la commune depuis 1793. Pour les communes de moins de 10 000 habitants, une enquête de recensement portant sur toute la population est réalisée tous les cinq ans, les populations de référence des années intermédiaires étant quant à elles estimées par interpolation ou extrapolation. Pour la commune, le premier recensement exhaustif entrant dans le cadre du nouveau dispositif a été réalisé en 2006.

En 2022, la commune comptait 374 habitants, en évolution de +7,47 % par rapport à 2016 (Somme : −1,26 %, France hors Mayotte : +2,11 %).
| 1793 | 1800 | 1806 | 1821 | 1831 | 1836 | 1841 | 1846 | 1851 |
| ---- | ---- | ---- | ---- | ---- | ---- | ---- | ---- | ---- |
| 789  | 753  | 870  | 765  | 831  | 877  | 876  | 892  | 885  |

| 1856 | 1861 | 1866 | 1872 | 1876 | 1881 | 1886 | 1891 | 1896 |
| ---- | ---- | ---- | ---- | ---- | ---- | ---- | ---- | ---- |
| 827  | 823  | 790  | 725  | 733  | 726  | 694  | 662  | 598  |

| 1901 | 1906 | 1911 | 1921 | 1926 | 1931 | 1936 | 1946 | 1954 |
| ---- | ---- | ---- | ---- | ---- | ---- | ---- | ---- | ---- |
| 590  | 562  | 522  | 482  | 458  | 459  | 451  | 478  | 487  |

| 1962 | 1968 | 1975 | 1982 | 1990 | 1999 | 2006 | 2011 | 2016 |
| ---- | ---- | ---- | ---- | ---- | ---- | ---- | ---- | ---- |
| 481  | 444  | 404  | 363  | 367  | 365  | 404  | 381  | 348  |

| 2021 | 2022 | - | - | - | - | - | - | - |
| ---- | ---- | - | - | - | - | - | - | - |
| 363  | 374  | - | - | - | - | - | - | - |

### Enseignement
Jusqu'en juin 2019, les écoles de Rambures et du Translay sont organisées en regroupement pédagogique intercommunal : deux classes à Rambures et une au Translay.
Les élèves seront tous dirigés en septembre vers le regroupement pédagogique concentré de Oisemont qui comptera alors 380 élèves.

## Culture locale et patrimoine

### Lieux et monuments
- Le château de Rambures, construit aux XVe, XVIIIe et XIXe siècles[37],[38], est dominé par trois couleurs : bleu pour la toiture en ardoise, rouge pour la brique et blanc pour le calcaire de construction. Les murs pouvant atteindre jusqu'à cinq mètres d'épaisseur, conservent à ce château son aspect original.

Du ciel on remarque une structure élégante composée de quatre tours larges surmontées de quatre poivrières. Chacune de ces tours est identique et démontre une finesse notable dans les reliefs des deux entrées.
Le monument est entouré d'un jardin à l'anglaise et à la française. On y trouve de très vieux chênes et des variétés exotiques d'arbres âgés de plusieurs siècles. Une roseraie composée de roses assez rares, ainsi qu'un verger, font la fierté du village. Chaque année est célébrée la fête du cidre avec la pomme rambour.
Les écrits du village citent un souterrain passant sous le château et qui menait plusieurs kilomètres plus bas afin de pouvoir fuir et de protéger la famille régnante et les villageois. Des fouilles lors de restaurations au cours des années 1980 ont en effet mis au jour un souterrain long et étroit. Malheureusement celui-ci s'est effondré, le rendant impraticable. Il est dit qu'il menait à un corps d'armes[réf. nécessaire].
- Église Notre-Dame-de-l'Assomption[40].
- Monument aux morts[41] : Conflits commémorés : Guerre franco-allemande de 1914-1918 - 1939-1945 - AFN-Algérie (1954-1962).

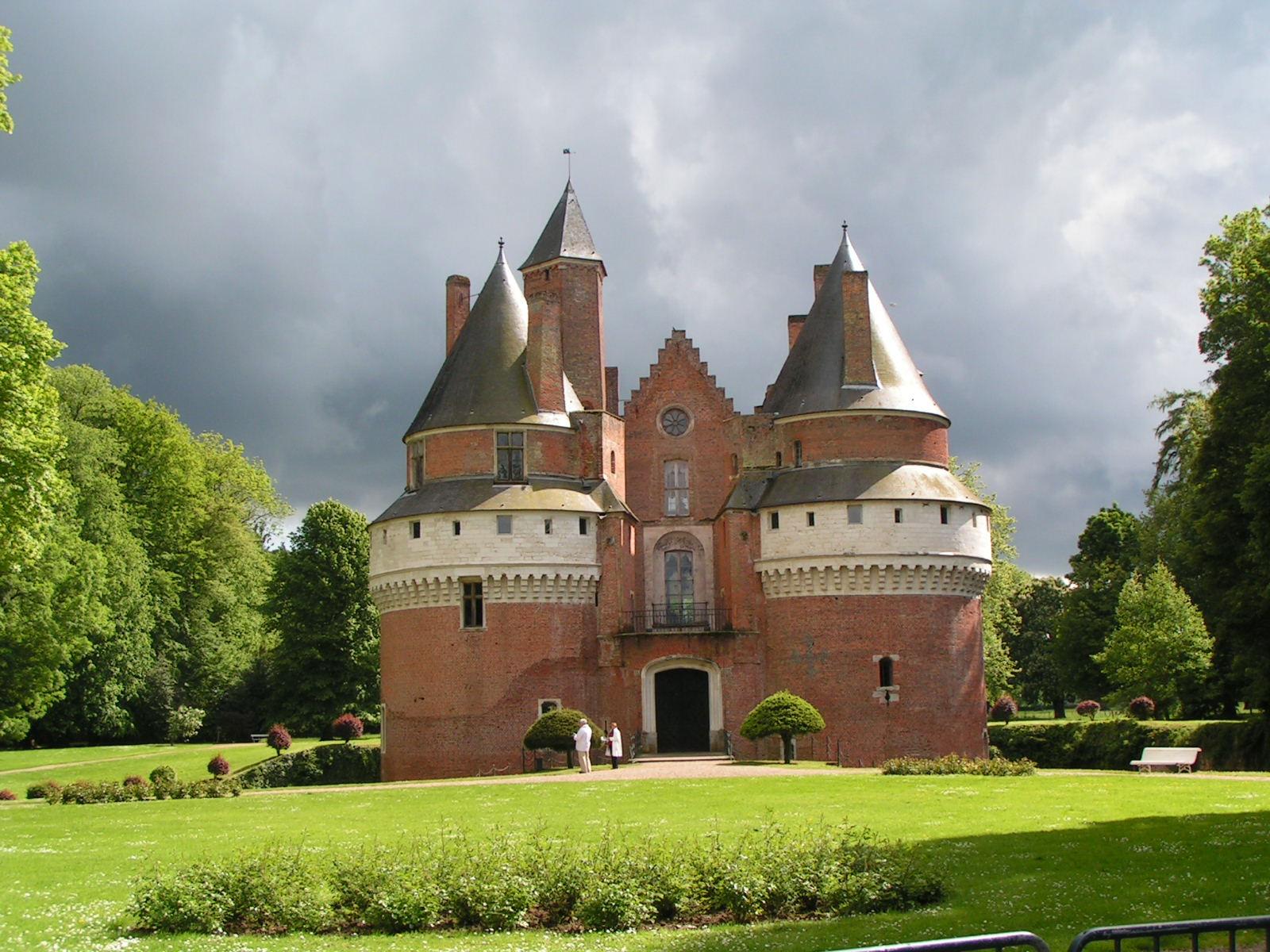
Le château sous un ciel d'orage.
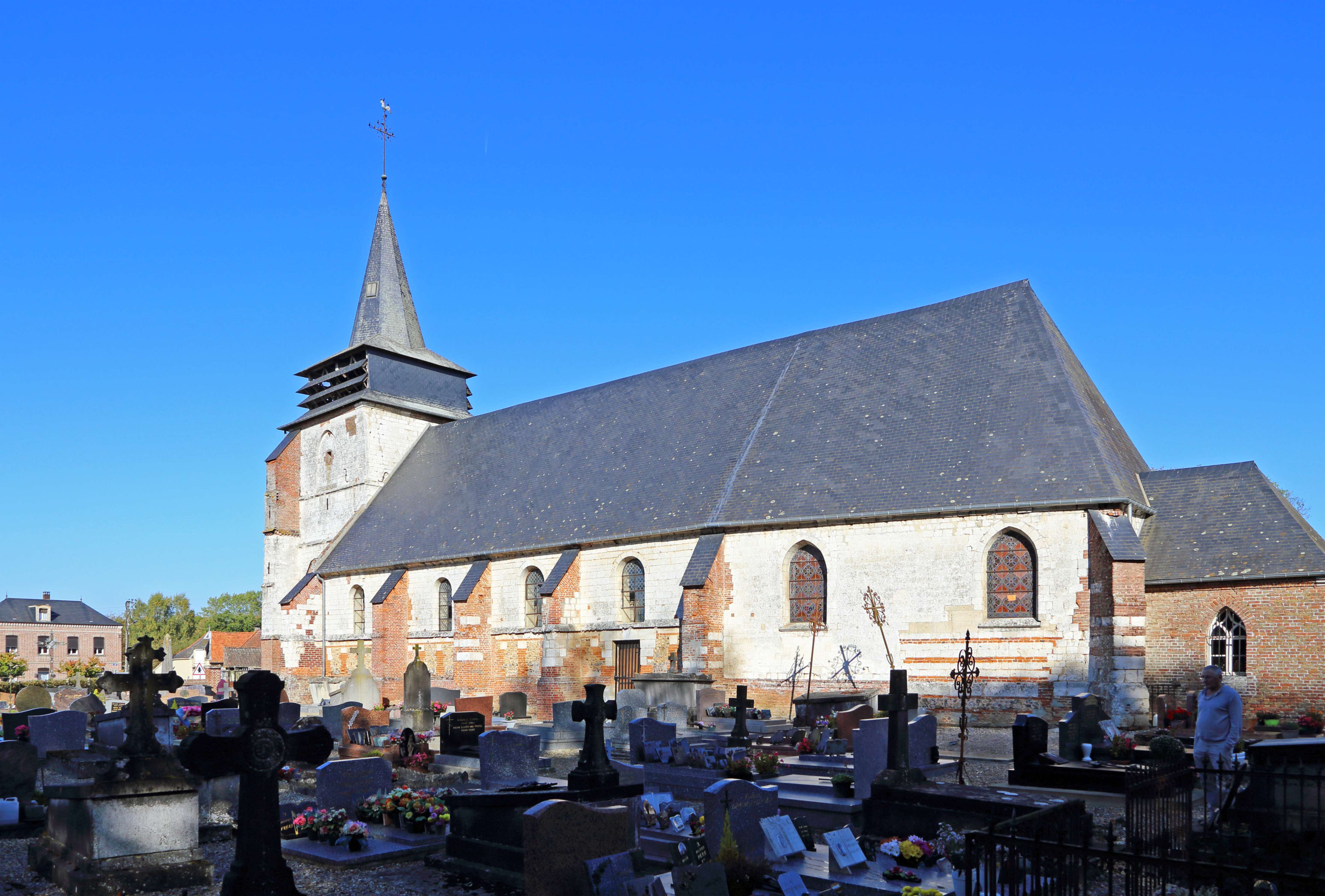
Église Notre-Dame-de-l'Assomption.
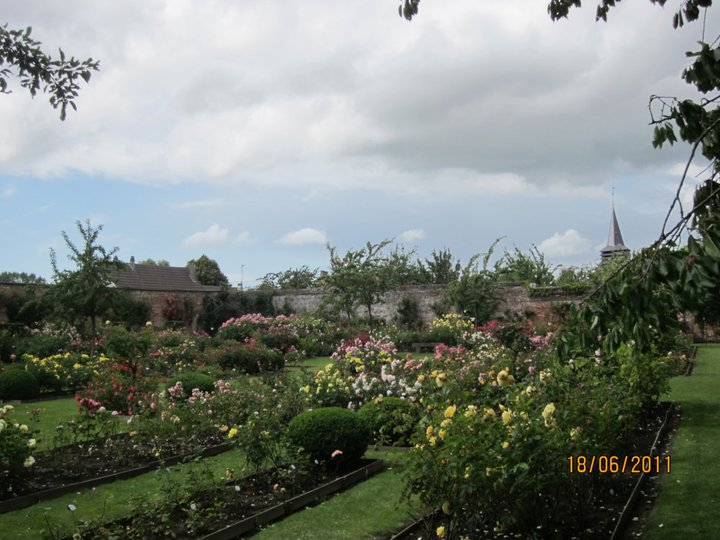
Vue d'ensemble de la roseraie.
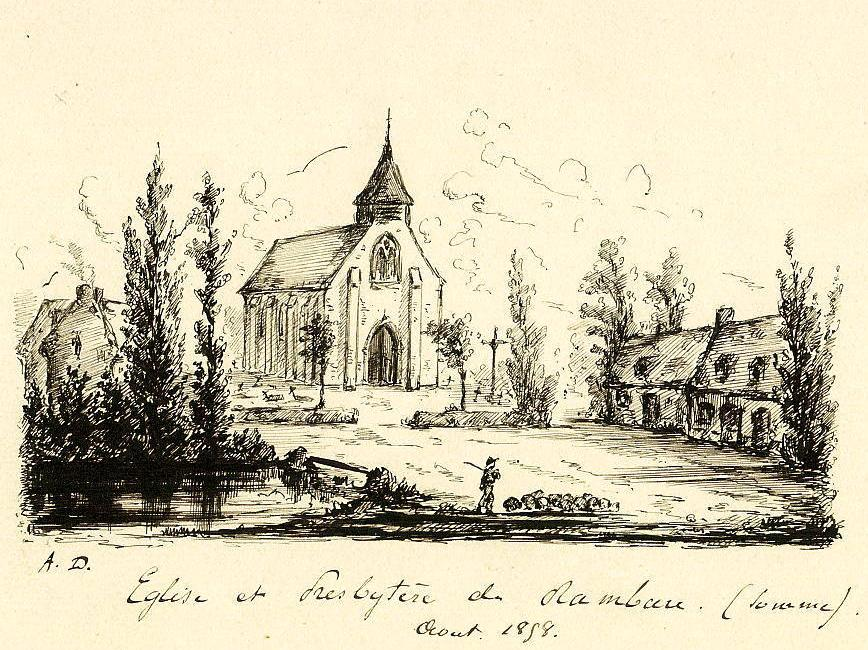
Église de Rambures, dessin par Teresita Bouchot, 1858 (coll. privée).

### Personnalités liées à la commune
- André de Rambures.
- David de Rambures.
- Charles de Rambures.
- Jacques de Rambures.

### Curiosité et anecdote
Les pommes rambour tiennent leur nom de la localité.

### Héraldique
|  | Les armes de la commune se blasonnent ainsi : d'or aux trois fasces de gueules. |

## Pour approfondir